# Neithard Resa
Neithard Resa (* 1. September 1950 in Berlin) ist ein deutscher Bratschist und ehemaliges Mitglied der Berliner Philharmoniker.

## Leben
Resa wurde fünf Jahre nach Ende des Zweiten Weltkriegs als Sohn eines Kaufmanns in Berlin geboren und begann im Alter von sieben Jahren Geige zu spielen. Er studierte 1969 an der Musikhochschule Berlin zunächst bei Michel Schwalbé, ab 1971 privat bei Marie-Luise von Kleist-König und 1972 bei Max Rostal Geige. 1975 wechselte er auf dessen Anregung zur Bratsche. In den 1970er Jahren arbeitete er über den Deutschen Musikrat mit dem Sinfonieorchester Aachen zusammen und wurde Mitglied des Boerries-Quartetts. 1976 machte er seine künstlerische Abschlussprüfung und 1977 das Konzertexamen an der Musikhochschule Köln. Als Stipendiat des Deutschen Akademischen Austauschdiensts ging 1977 er in die Vereinigten Staaten, wo er in Philadelphia vom Bratschisten des Guarneri String Quartets, Michael Tree, unterrichtet wurde.
Als Nachfolger von Giusto Cappone wurde er am 24. August 1978 bis 2010 Solo-Bratschist bei den Berliner Philharmonikern, wo er auch danach bis zu seinem Ausscheiden in den Ruhestand als Orchestermitglied tätig war. Neben dem Orchesterspiel gilt sein Engagement vor allem der Kammermusik. Von 1980 bis 1987 spielte er im Philharmonischen Oktett, seit 1985 wirkt er als Gründungsmitglied und als Bratschist zusammen mit seinen Orchesterkollegen Daniel Stabrawa (erste Geige), Christian Stadelmann (zweite Geige) und Jan Diesselhorst (Cello, † 2009) im Philharmonia Quartett Berlin mit. Von 1985 bis 1997 unterrichtete Neithard Resa in der Orchester-Akademie der Berliner Philharmoniker. Er trat als Solist unter Dirigenten wie Bernard Haitink, Daniel Barenboim und Zubin Mehta auf.
Am 24. Juni 2017 wurde er vom Chefdirigenten der Berliner Philharmoniker, Simon Rattle, in der Berliner Philharmonie in den Ruhestand verabschiedet. Er ist mit einer Musikerin verheiratet, und sie haben drei gemeinsame Kinder.